# Simnia
Genre
Synonymes
- sous-genre Amphiperas (Neosimnia)[2]
- sous-genre Amphiperas (Simnia) Risso, 1826[2]
- genre Calpurna J. Fleming, 1828[2]
- genre Neosimnia P. Fischer, 1884[2]
- sous-genre Simnia (Neosimnia) P. Fischer, 1884[2]
- genre Spiculata C. N. Cate, 1973[2]
- genre Subsimnia C. N. Cate, 1973[2]
- genre Velox Monterosato, 1878[2]
- genre Xandarovula C. N. Cate, 1973[2]

Simnia est un genre de mollusques gastéropodes marins de la famille des Ovulidae.

## Liste des espèces
Selon World Register of Marine Species (9 décembre 2018) :
- Simnia aperta (G. B. Sowerby II, 1849)
- Simnia arcuata (Reeve, 1865)
- Simnia avena (G. B. Sowerby II, 1832)
- Simnia barbarensis Dall, 1892
- Simnia bartschi (C. N. Cate, 1973)
- Simnia bijuri (C. N. Cate, 1976)
- Simnia brevirostris (Schumacher, 1817)
- Simnia hammesi (Bertsch & Bibbey, 1982)
- Simnia hiscocki Lorenz & Melaun, 2011
- Simnia hyalina Lorenz & Fehse, 2009
- Simnia illyrica (Schilder, 1927)
- Simnia jacintoi Fehse & Trigo, 2015
- Simnia loebbeckeana (Weinkauff, 1881)
- Simnia macleani (C. N. Cate, 1976)
- Simnia patula (Pennant, 1777)
- Simnia sculptura (C. N. Cate, 1973)
- Simnia senegalensis (F. A. Schilder, 1931)
- Simnia spelta (Linnaeus, 1758)
- Simnia vidleri (G. B. Sowerby III, 1881)